# Anillo local
En Álgebra abstracta, los anillos locales son
ciertos anillos comparativamente
simples y que sirven para describir el comportamiento local
de las funciones definidas sobre variedades algebraicas o variedades diferenciables. 

## Definición y primeras consecuencias
R es un anillo local si cumple las siguientes propiedades equivalentes:
- R tiene un único ideal por la izquierda maximal
- R tiene un único ideal por la derecha maximal
- 1≠0 y la suma de cualquier par elementos en R que no sean unidades no es tampoco una unidad
- 1≠0 y si x es cualquier elemento de R, entonces x o bien 1-x es una unidad
- Si una suma finita es una unidad, entonces también lo será alguno de sus sumandos.

Si se dan estas propiedades, entonces el único ideal por la izquierda maximal coincide con el único ideal maximal por la derecha y también con el Radical de Jacobson del anillo. 
En el caso de anillos conmutativos no es necesario distinguir entre ideales a uno u otro lado, así que un anillo conmutativo es local si, y sólo si, tiene un único ideal maximal.
Algunos autores definen anillo local requiriendo que sea noetheriano siendo los no noetherianos llamados anillos cuasi-locales. Wikipedia no usará esta última definición de anillo local.

## Ejemplos

### Conmutativos
Todos los cuerpos (y cuerpos "skew", es decir, los anillos de división) son anillos locales, ya que {0} es el único ideal maximal en tales anillos.
Para motivar el nombre de "locales" para dichos anillos, consideremos funciones continuas reales definidas en algún intervalo abierto alrededor del 0 en la línea real. Estaremos interesados
solamente en el comportamiento local de dichas funciones cerca del 0 e identificaremos dos funciones si coinciden sobre cierto (posiblemente muy pequeño) intervalo abierto alrededor del 0. Esta identificación define una Relación de equivalencia, y las Clases de equivalencia son las "semillas de funciones real-valudas en 0". Tales semillas pueden ser sumadas y multiplicadas y tienen la estructura de anillo. 
Para ver que este anillo de semillas es local, necesitamos identificar sus elementos invertibles. Una semilla f es invertible si f(0) ≠ 0. La razón: si f(0)
≠ 0, entonces existe un intervalo abierto alrededor del 0 donde f es distinta de cero, y podemos formar la función g(x) = 1/f(x) sobre dicho intervalo. La función g nos da entonces otra semilla, y el producto de fg es igual a 1.
Con dicha caracterización, es claro que la suma de dos semillas cualesquiera no-invertibles es de nuevo no invertible, y tenemos un anillo conmutativo local. El ideal maximal de dicho anillo se compone precisamente de aquellas
semillas f tales que f(0) = 0.
El mismo argumento funciona para el anillo de semillas de funciones real-valuadas sobre cualquier Espacio topológico en un punto dado, o el anillo de semillas de funciones diferenciables sobre
cualquier Variedad diferenciable en un punto dado, o el anillo de semillas de funciones racionales sobre cualquier Variedad algebraica en un punto dado. Todos estos
anillos son por tanto locales. Estos ejemplos explican por qué los esquemas, la generalización de las variedades, son definidos como tipos especiales de Espacio localmente anillado.
Un ejemplo más aritmético es el siguiente: el anillo de números racionales con denominador impar es local; su ideal maximal consiste de las fracciones con numerador par y denominador impar. Más en general, dado
cualquier anillo conmutativo R y cualquier Ideal primo P de R, la localización de R en P es local; el ideal maximal es el ideal generado por P en esta localización.
Todo anillo de Serie de potencias formal sobre un cuerpo (incluso en varias variables) es local; el ideal maximal consiste de aquellas series de potencias sin término constante.
El álgebra de los números duales sobre cualquier cuerpo es local. Más en general, si F es un cuerpo y n es un entero positivo, entonces el Anillo cociente F[X]/(Xn) es local y
su ideal maximal consiste en las clases de polinomios con término constante distinto de cero.
Los anillos locales juegan un rol fundamental en
Teoría de la valuación. Dado un cuerpo K, podemos buscar anillos locales en él bajo la asunción de que sea un Cuerpo de funciones. Por definición un anillo de valuación de K es un subanillo
R, tal que para todo elemento distinto de cero x de K, o bien x está en R o lo está x-1. Cualquier subanillo tal será un anillo local. Si K fuera realmente un cuerpo de funciones de una Variedad algebraica V, entonces para cada punto P de V podemos
intentar definir un anillo de valuación R de funciones definidas en P. En los casos en que V tiene dimensión 2 o mayor existe una dificultad: si F y G son funciones racionales sobre V con F(P) = G(P) = 0, la función F/G es
una Forma indeterminada en P. Considera un ejemplo simple tal como Y/X, aproximándonos a lo largo de una línea Y=tX, se observa que el valor en P es un concepto que
carece de una definición simplista, y esta se obtiene mediante el uso de valuaciones.

### No conmutatividad
Los anillos locales no-conmutativos surgen con naturalidad como anillos de endomorfismos en el estudio de descomposiciones en sumas directas de módulos sobre otros anillos. Concretamente, si el anillo de endomorfismos del módulo M es local, entonces M es no-descomponible; y al revés, si el módulo M tiene
longitud finita y es no-descomponible,
entonces su anillo de endomorfismos es local.
Si k es un cuerpo de
característica p > 0 y G es un p-grupo finito, entonces el álgebra de grupos kG
es local.

## Algunos aspectos y definiciones

### Conmutatividad
Escribiremos (R, m) para denotar un anillo conmutativo local R con ideal maximal m. Tal anillo forma un Anillo topológico de una forma natural si tomamos las potencias de m como una Base de entornos de 0. Esta es llamada la topología m-ádica sobre R.
Si (R, m) y (S, n) son anillos locales entonces un homomorfismo de anillos locales desde R a S es un homomorfismo de anillos f : R → S con la propiedad f(m)⊆n. Lo que son precisamente los homomorfismos de anillos que son continuos respecto a las topologías dadas en R y S.
Al igual que para cualquier anillo topológico, podemos preguntarnos si (R, m) es completo; si no lo es, se puede considerar su complexión que de nuevo es un anillo local.
Si (R, m) es un anillo local noetheriano conmutativo, entonces
{\displaystyle \bigcap _{i=1}^{\infty }m^{i}=\{0\}}
(Teorema de intersección de Krull), y se sigue R junto con la topología m-ádica es un Espacio Hausdorff.

### Generalidades
El Radical de Jacobson m de un anillo local R (que es igual al único ideal maximal por la izquierda y también al único ideal maximal por la derecha) está formado precisamente de los elementos del anillo que no son unidades; además es el único ideal máxima por los dos lados de R. (En el caso no conmutativo, tener un único ideal maximal por los dos lados no es sin embargo a ser local).
Sea un elemento x del anillo local R, las siguientes proposiciones son equivalentes:
- x tiene un inverso por la izquierda
- x tiene un inverso por la derecha
- x es invertible
- x no está en m.

Si (R, m) es local, entonces el Anillo factor R/m es un cuerpo "skew". Si I ≠ R es cualquier ideal por los dos lados en R, entonces el anillo factor R/I es de nuevo local, con ideal maximal m/I.
Un teorema profundo de Kaplansky dice que cualquier Módulo proyectivo sobre un anillo local es libre.
- Datos: Q1142704